# Adolf van Nieuwenaar

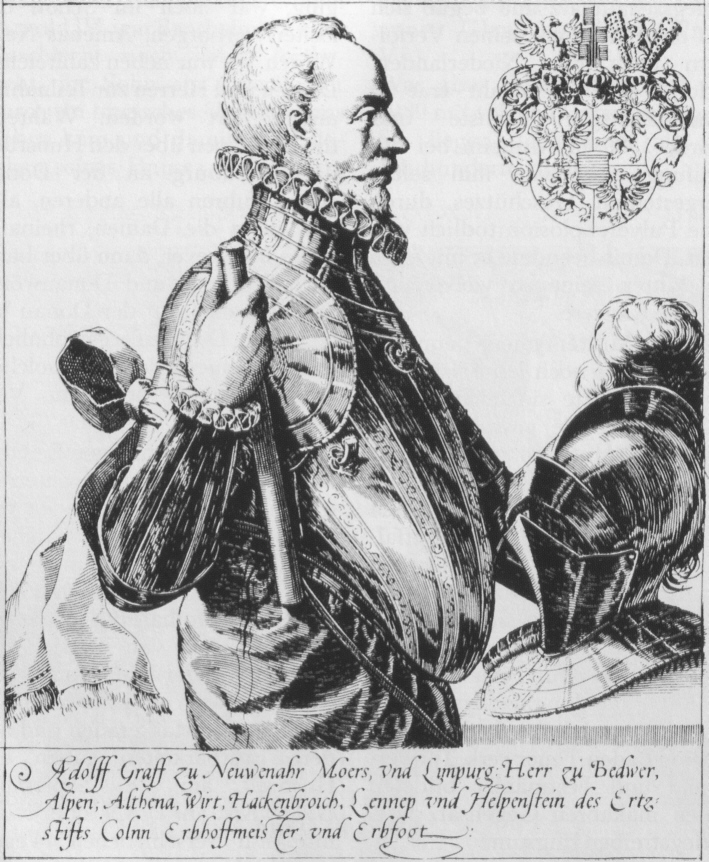
Adolf van Neuenahr, 1545-1589.

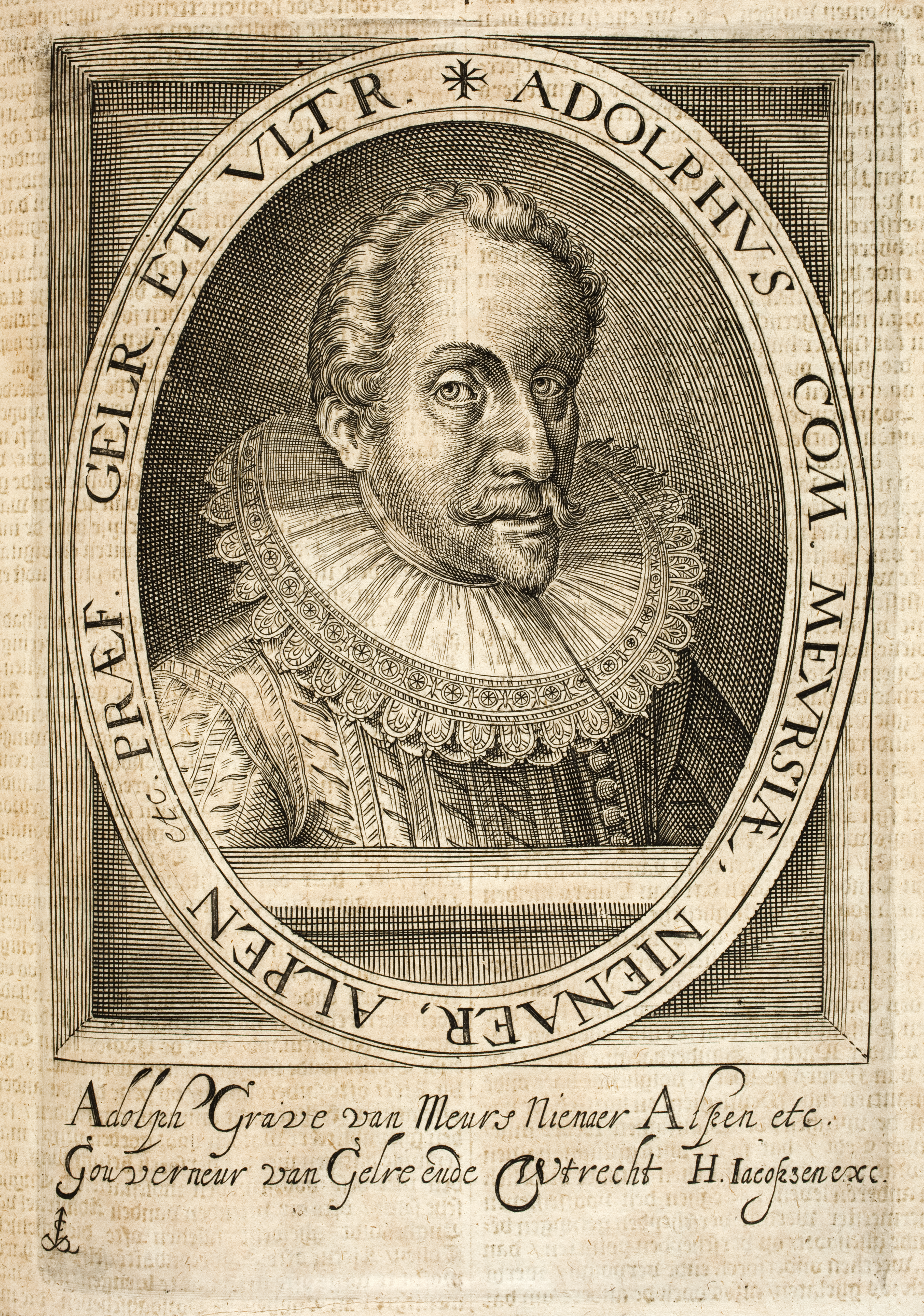
Adolf van Nieuwenaar

Adolf van Nieuwenaar, Conde de Limburg y Moers' (también: Adolf von Neuenahr) (c. 1545 – Arnhem, 18 de octubre de 1589) fue un estadista y soldado, estatúder de Overijssel, Guelders y Utrecht para los Estados generales de los Países Bajos durante la guerra de los ochenta años.

## Primeros años
Nieuwenaar (tal como es normalmente llamado en la historiografía) era el hijo del conde Gumprecht II von Neuenahr-Alpen y de Amöna von Daun. Después de la muerte de su padre en 1556 quedó al cuidado de su tutor y tío, el conde protestante Hermann de Neuenahr y Moers, quien estuvo casado con Magdalene, una medio-hermana de William el Silencioso, Príncipe de Orange. En 1570 contrajo matrimonio con su tía Walburgis van Nieuwenaer, viuda de Felipe de Montmorency, conde de Horn, quien había sido ejecutado por el duque de Alba en 1568. Walburgis era la hermana de su tutor Hermann. Cuando el conde Hermann murió sin descendencia en diciembre de 1578, Niewenaar heredó sus tierras, incluyendo el condado de Moers. Todas estas tierras se encontraban cerca de la frontera actual entre Alemania y los Países Bajos vecina al Ducado de Guelders en los Países Bajos de los Habsburgo.

## Participación en la guerra de Colonia
Nieuwenaar animó el Príncipe elector y arzobispo de Colonia Gebhard Truchsess von Waldburg para retener su control del Electorado de Colonia después de su matrimonio con Agnes von Mansfeld-Eisleben y conversión al calvinismo. En 1583 el Papa Gregorio XIII excomulgó a Gebhard, y el capítulo de la Catedral escogió a Ernesto de Baviera como nuevo elector. Estalló la guerra entre los dos rivales, conocida como guerra de Colonia. Gebhart fue apoyado por Nieuwenaar (como su general), su hermano Karl, Truchsess von Waldburg y los rebeldes neerlandeses. Ernesto por sus hermanos, Guillermo V, Duque de Baviera, Fernando de Baviera y eventualmente por España. Para 1586, Nieuwenaar había sido despojado de todas sus posesiones alemanas (Moers, Bedburg).

## Estatúder
Aun así, pronto encontró nuevos apoyos en las Provincias Unidas de los Países Bajos. El estatúder de la provincia de Gelderland, Guillermo IV van den Bergh, había sido descubierto manteniendo correspondencia con el gobernador español, Alejandro Farnesio, y había sido depuesto en noviembre de 1583, pasándose a los españoles inmediatamente. Nieuwenaar fue designado como nuevo estatúder, aunque solo controlaba la ciudad de Arnhem y su entorno, mientras la mayoría de la provincia estaba en manos españolas.